# Abdij van Saint-Wandrille
De abdij van Saint-Wandrille, voorheen abdij van Fontenelle (Frans: Abbaye de Saint-Wandrille de Fontenelle), is een benedictijnse abdij van de congregatie van Solesmes. De abdij is gelegen in de gemeente Rives-en-Seine (tot de reorganisatie in 2015 in de gemeente Saint-Wandrille-Rançon) in het Frans departement Seine-Maritime in Normandië. De abdij van Saint-Wandrille werd oorspronkelijk gesticht in 649 en kent een lange geschiedenis, waarin de abdij tot driemaal toe werd geplunderd en verwoest. Ook vandaag de dag wonen er monniken. De abdij is geclassificeerd als historisch monument (Frans: monument historique).

## Geschiedenis

### Eerste stichting
De abdij werd gesticht door Wandregesilus (Frans: Wandrille, † 668). Wandregesilus behoorde tot de Austrasische adel en had een hoge positie aan het hof van Dagobert I. Omdat hij zijn leven aan God wilde wijden, trok hij zich in 629 terug in de abdij van Montfaucon-d'Argonne. Later ging hij naar de abdij van Bobbio en vervolgens naar Romainmôtier, waar hij tien jaar bleef. In 648 keerde hij terug naar Normandië en stichtte daar het klooster van Fontenelle. De akte van schenking van de grond is gedateerd 1 maart 649. Wandregesilus kreeg het land van het klooster dankzij de invloed van zijn vriend Audoënus, bisschop van Rouen. Het nieuwe klooster volgde aanvankelijk de kloosterregel van Columbanus, de Ierse missionaris, kloosterstichter en later heilige, die Wandregesilus in Bobbio had ontmoet.
Wandregiselus bouwde een 91 m lange basiliek in Karolingische stijl gewijd aan Sint-Pieter, die in 657 werd ingewijd door Audoënus. Het klooster verwierf uitgebreide eigendommen en was in eerste instantie zeer succesvol. In 740 trad echter een reeks lekenabten aan, waardoor het geestelijk leven in het klooster achteruitging. De kerk werd in 756 door brand verwoest. In 823 werd Ansegisus, neef van abt Gervold, benoemd tot abt van Fontenelle. Hij hervormde het klooster volgens de praktijk die hij eerder had toegepast in de abdij van Luxeuil. Bovendien herbouwde hij de kloosterkerk, waaraan hij een narthex en toren toevoegde.
In de periode daarna werd de abdij een doelwit voor de Vikingen. Op 9 januari 852 staken ze het klooster in brand. De monniken vluchtten en namen de relikwieën van de kloosterstichters mee, eerst naar Boulogne, vervolgens naar Chartres (885) en daarna opnieuw naar Boulogne. In 944 verbleven ze een tijdje in de Sint-Pietersabdij van Gent, waar ze relikwieën van Sint-Wandregesilus en Sint-Ansbert achterlieten. In Gent zijn tevens enkele werken uit de kloosterbibliotheek van Saint-Wandrille bewaard gebleven, die de monniken klaarblijkelijk hadden meegenomen.
Omstreeks 960 steunde de hertog van Normandië, Richard I, met behulp van Gérard de Brogne de wederopbouw van de kloostergemeenschappen in het hertogdom. De Brogne gaf charters uit die de teruggave van de verloren gegane eigendommen van de kloosters mogelijk maakten. Van 960 tot 966 had abt Maynard (Meinhard) de leiding over de abdij. Na zijn vertrek uit Saint-Wandrille stichtte hij de bekend geworden abdij op de Mont Saint-Michel, waarvan hij de eerste abt werd. Onder abt Gérard werd een nieuwe kerk gebouwd, maar deze was nog maar net voltooid toen in 1012 een blikseminslag het gebouw verwoestte. De monniken togen weer aan het werk om de kerk te herbouwen in romaanse stijl en in 1033 werd deze ingewijd. Twee eeuwen later, in 1250, brandde ook die kerk af. Abt Pierre Mauviel startte een nieuwbouwcampagne, maar door geldgebrek duurde het tot 1331 voordat het gotische bouwwerk voltooid was.

### Bloei en achteruitgang
In de middeleeuwen telde het klooster in tijden van voorspoed zo'n driehonderd monniken. De abdij was wijd en zijd bekend vanwege de gedegen opleiding van de monniken, waarbij literatuur, kunst, wetenschap en vooral kalligrafie veel aandacht kregen. Ook de bibliotheek van Saint-Wandrille was beroemd. Een van de meest opmerkelijke kopiisten was Harduin (Haduin, †811), een wiskundige die eigenhandig vier kopieën van de evangeliën schreef, verder een kopie van de brieven van de apostel Paulus, een psalter, drie sacramentaria, diverse manuscripten met preken en heiligenlevens, naast talrijke wiskundige werken. De Capitularia regum Francorum, een verzameling koninklijke capitularia, werd in de negende eeuw samengesteld onder abt Ansegisus, die ook opdracht gaf tot het schrijven van een kroniek van de abdij, de Gesta abbatum Fontanellensium.
Enkele bekende middeleeuwse kloosterlingen die in de abdij begraven zijn:
- Condedus (Conde), een zevende-eeuwse banneling uit Engeland, die monnik in Fontenelle werd.
- Wando (Wandon), abt, tegenstander van Karel Martel in de Frankische Burgeroorlog, van 716/717 tot 742 verbannen naar de Sint-Servaasabdij in Maastricht. Stierf rond 756.[1]
- Foulques van Fontenelle, 21e abt van Fontenelle.
- Harduin van Fontenelle, kopiist-wiskundige, stierf in 811.
- Bagnus (Bagne), monnik, daarna bisschop van Therouanne, later abt van Fontenelle. Gestorven rond 710.
- Girald, monnik, daarna abt van Saint-Arnoul. Hij was zeer veeleisend en werd later vermoord door een van zijn monniken.

De monniken van Fontenelle genoten veel rechten en privileges, waaronder vrijstelling van alle riviertollen op de Seine en het recht om belastingen te heffen in de nabijgelegen stad Caudebec. Het charter uit 1319 waarin hun belangrijkste privileges werden opgesomd werd in 1420 bevestigd door Hendrik V van Engeland en Normandië, en in 1436 door het Concilie van Bazel.
In de zestiende eeuw werden in Fontenelle abten-commandeurs (Latijn: abbas commendatarius) aangesteld, personen die nauwelijks betrokken waren bij de abdij, maar wel de inkomsten opstreken. De welvaart van de abdij nam in deze periode sterk af. In 1631 stortte de veertiende-eeuwse klokkentoren van de kerk met aangrenzende delen van het gebouw in, maar de kruisgang en de kloostervleugels bleven gespaard. Het was gedurende deze tijd dat leden van de congregatie van Sint-Maurus ("mauristen") het kloosterleven in Frankrijk nieuw leven inbliezen. De abt-commandeur Ferdinand de Neufville nodigde de mauristen uit om de abdij over te nemen en te doen wat hij zelf niet kon of wilde. De mauristen accepteerden het aanbod en begonnen in 1636 met de restauratie van de abdijkerk. Er werden ook nieuwe vleugels, poorten en een grotere kapittelzaal en een nieuwe slaapzaal gebouwd. De abdij begon, althans materieel, aan een nieuwe bloeiperiode die 150 jaar zou duren.

### Franse Revolutie

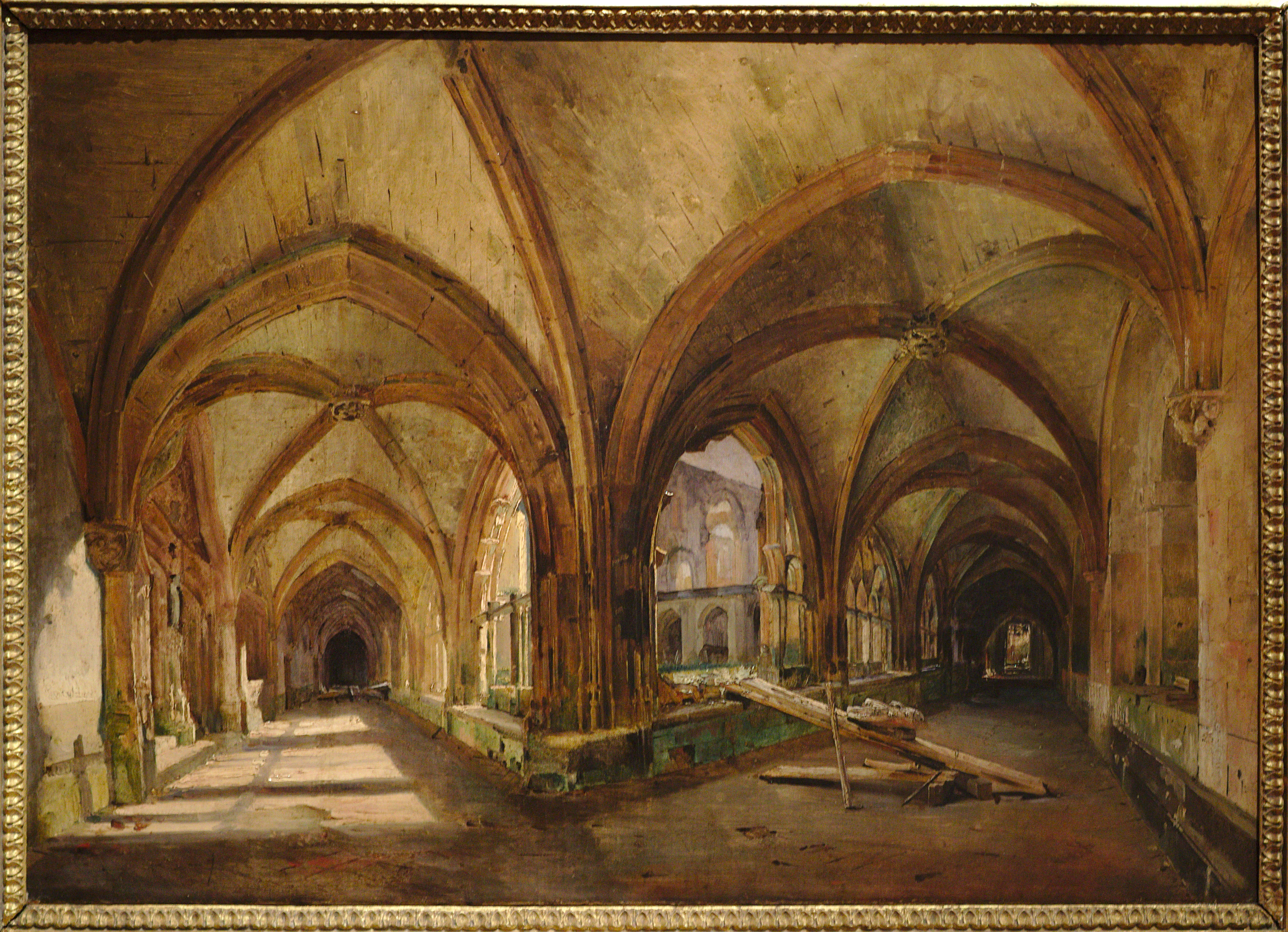
De kloostergangen na de Franse Revolutie (Eugène Isabey, ca. 1830)

De Franse Revolutie betekende het einde van de abdij van Saint-Wandrille. Na het decreet van 2 november 1789 van de Assemblée nationale constituante werd de abdij staatseigendom. Het decreet van 13 februari 1790 schrapte de religieuze orden, met uitzondering van de orden die verantwoordelijk waren voor openbaar onderwijs en liefdadigheidsinstellingen. Eind 1790 moesten de monniken de abdij verlaten. Eén van de monniken, Louis-François Lebrun, stierf als martelaar op een schip in de haven van Rochefort omdat hij had geweigerd de Eed van haat af te leggen. Op 1 oktober 1995 verklaarde paus Johannes Paulus II hem zalig.
De abdij werd op 17 januari 1792 voor 100.000 frank verkocht aan Cyprien Lenoir (1737-1829). De kerk deed dienst als steengroeve en een deel van de gebouwen werd gesloopt. In 1826, tijdens de Restauratie, was de abdij nog steeds eigendom van Lenoir. Dit was een tijd waarin er meer aandacht werd besteed aan de gotische architectuur. De abdij werd bezocht door onder anderen de archeoloog en kunstenaar Eustache-Hyacinthe Langlois en de schrijver Victor Hugo.

### Tweede stichting

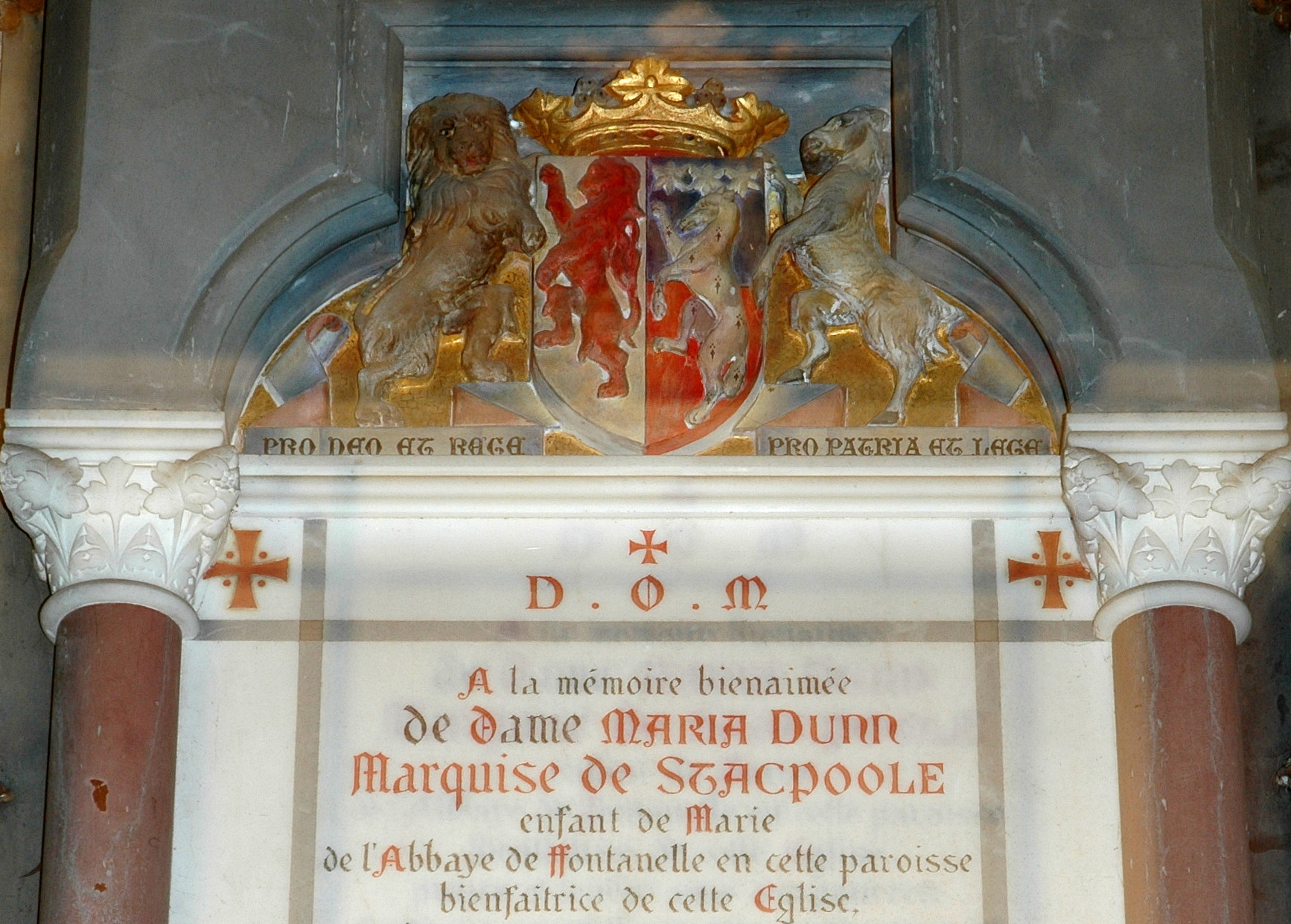
Epitaaf van een lid van de familie De Stacpoole in de dorpskerk van Saint-Wandrille-Rançon

In de tweede helft van de 19e eeuw was de abdij eigendom van de vrome Ierse aristocraat George Marie Stanislas Koska de Stacpoole (1829-1896), die er zelf in de zomer woonde en een deel reserveerde voor benedictijner monniken. Van 1863 tot 1867 werden de gebouwen hersteld. Eind 1893 werd de abdij opnieuw verkocht aan een organisatie die de gebouwen verhuurde aan de monniken van de abdij van Ligugé. Kardinaal Léon Thomas wilde de abdij nieuw leven inblazen en op 13 februari 1894 namen de benedictijnen er opnieuw hun intrek. Het klooster kreeg in 1898 de status van abdij en de eerste abt was Joseph Pothier. De gemeenschap zou echter niet lang standhouden omdat een nieuwe wet van de Derde Republiek van 1 juli 1901 een nieuwe vervolging van de religieuze orden en congregaties in gang zette. De monniken verhuisden daarop naar de Abdij Notre-Dame d'Orval in Belgisch Luxemburg. De abdij werd opnieuw privébezit. De Belgische schrijver en Nobelprijswinnaar voor de literatuur Maurice Maeterlinck was enige tijd eigenaar. Hij gebruikte de refter als theater.

### Derde stichting
Op 26 januari 1931 keerden de monniken terug uit hun ballingschap en sindsdien wordt het monastieke leven zonder verdere onderbrekingen voortgezet. Op 17 juni 1940 plunderde het Duitse leger het klooster, maar de bibliotheek, de kapel en de sacristie bleven gespaard. Geallieerde bombardementen in de nacht van 9 op 10 augustus beschadigden een deel van de zeventiende-eeuwse kloostergebouwen.
In 1969 werd een middeleeuwse tiendschuur uit het Normandische dorp Canteloup overgedragen aan de abdij. De schuur werd ter plaatse herbouwd als kerk, die op 12 september 1970 werd ingewijd.

### Lijst van abten en priors
De eerste abt van Fontenelle was de stichter Wandregesilus (Frans: Wandrille), naar wie de abdij later vernoemd werd. Van de eerste tien abten zijn er acht heilig verklaard. Vanaf de zestiende eeuw tot aan de Franse Revolutie werden abten-commandeurs aangesteld, die meestal elders andere hoge geestelijke ambten bekleedden en weinig bemoeienis hadden met het geestelijk leven in Saint-Wandrille. In deze periode kozen de monniken uit hun midden een prior. Na de restauratie van het religieuze leven in 1894 werden Jean-Martial Besse en François Chamard benoemd tot oversten, waarna Joseph Bourigaud, de abt van de abdij van Ligugé, in 1895 werd benoemd tot apostolisch administrator tot de benoeming van een abt in 1898.

#### Abten
- Wandregesilus van Fontenelle / Wandrille, 649-668
- Lambert van Lyon / Lantbertus, 668–678, later bisschop van Lyon
- Ansbert van Rouen / Ansbertus, 678–690, bisschop van Rouen
- Hildebert I, 694-701
- Bain, 701-710
- Bénigne, 710–716 en 719-724
- Wando / Wandon, 716–719 en 747-754
- Hugo van Rouen / Hugues de Champagne, 719-723
- Lando / Landon, 732-735
- Teutsind, abt van Fontenelle en Sint-Maarten, Tours, 735–741.
- Wido, lekenabt, ook abt van Saint-Vaast, 742-744
- Ragenfredus / Rainfroy, 744–748, aartsbisschop van Rouen
- Austrulfus, 748-753
- Witlaïc, 753-787
- Gervold, eerder bisschop van Évreux, 787-806
- Trasaire, 806-817
- Hildebert II, 817-818
- Einhard, lekenabt, 818-823
- Ansegisus, 823-833
- Joseph I, 833–834, opnieuw in 841
- Foulques, 834-841
- Herimbert, 841-850
- Lodewijk / Louis, 850-867, familielid en aartskanselier van Karel de Kale, tevens abt van Saint-Denis
- sedisvacatie / rijksabdij (in manu regis), 867-886
- Ebles, 886-892
- Womar, 950-960
- Mainardus / Maynard, 960-966, verliet Saint-Wandrille om de eerste abt van Mont-Saint-Michel te worden
- Ensulbert / Enjoubert, ca. 980-993
- Gerard, 1006-1029
- Gradulphus / Groult, 1029-1048
- Robert I, 1048-1063
- Gerbert, 1063-1089
- Lanfranc, 1089-1091, neef van Lanfranc, aartsbisschop van Canterbury
- Gerard II, 1091-1125
- Alain, 1125-1137
- Gautier, 1137-1150
- Roger, 1150-1165
- Anfroy, 1165-1178
- Gautier II, 1178-1187
- Geoffroy I, 1187-1193
- Robert II, 1193-1194
- Reginald, 1194-1207
- Robert III de Montivilliers, 1207-1219
- Guillaume I de Bray, 1219-1235
- Guillaume de Suille, verkozen in 1235, niet in functie geweest
- Robert IV d'Hautonne, 1235-1244
- Pierre Mauviel, 1244-1254
- Geoffroy II de Nointot, 1254-1288
- Guillaume II de Norville, 1288-1304
- Guillaume III de La Douillé, 1304-1342
- Jean I de Saint-Léger, 1342-1344
- Richard de Chantemerle, 1344-1345
- Robert V Balbet, 1345-1362
- Geoffroy III Savary, 1362-1367
- Geoffroy IV de Hotot, 1367-1389
- Jean II de Rochois, 1389-1412
- Guillaume de Hotot, verkozen in 1410
- Jean III de Bouquetot, bisschop van Bayeux, 1412-1418
- Jean Langret, begunstigd abt, 1418-1419
- Nicolas Lovier, begunstigd abt, 1419
- Guillaume IV Ferrechat, 1419-1430
- Jean IV de Bourbon, 1431-1444
- Jean de Brametot, 1444-1483
- André d'Espinay, abt-commandeur, aartsbisschop van Bordeaux, 1483-1500
- Urbain de Fiesque, pauselijke benoeming, 1483-1485
- Jean VI Mallet, verkozen in 1500, niet bevestigd
- Filips van Kleef, abt-commandeur, 1502-1505
- Jacques Hommet, laatste reguliere abt, 1505-1523
- François Guillaume de Castelnau-Clermont-Lodève, pauselijke benoeming, afgewezen
- Claude de Poitiers, abt-commandeur, 1523-1546
- Michel Bayard, abt-commandeur, 1546-1565
- Gilles Duret, voogd en tijdelijk gouverneur, 1565-1567
- Pierre II Gourreau, abt-commandeur, 1567-1569
- Charles de Bourbon, abt-commandeur, 1569-1578, tevens kardinaal-aartsbisschop van Rouen
- Gilles de Vaugirault, abt-commandeur, 1578-1585
- Nicolas de Neufville, abt-commandeur, 1585-1616
- Camille de Neufville de Villeroy, abt-commandeur, 1616-1622, tevens aartsbisschop van Lyon
- Ferdinand de Neufville de Villeroy, abt-commandeur, 1622-1690, tevens bisschop van Chartres
- Balthazar-Henry de Fourcy, abt-commandeur, 1690-1754, tevens kanunnik van Notre-Dame van Parijs
- sedisvacatie, 1754–1755
- Frédéric Jérôme de La Rochefoucauld, abt-commandeur, 1755-1757, tevens aartsbisschop van Bourges
- Louis-Sextius de Jarente de La Bruyère, abt-commandeur, 1757-1785, tevens bisschop van Orléans
- Étienne-Charles de Loménie de Brienne, abt-commandeur, 1785-1790, tevens aartsbisschop van Toulouse en Sens
- opheffing abdij, 1790-1894
- Joseph Pothier, sub-prior van de abdij van Solesmes, toen prior van Ligugé, overste (1895-1898) en abt van Saint-Wandrille (1898-1923), de eerste abt sinds de opheffing van de abdij en de eerste reguliere abt sinds Jacques Hommet (†1623)
- Jean-Louis Pierdait, claustrale prior van de abdij van Silos, coadjutor van Pothier (1920-1923), abt 1923–1942
- Gabriel Gonthard, abt 1943–1962
- Ignace Dalle, abt 1962–1969
- Antoine Levasseur, abt 1969–1996
- Pierre III Massein, abt 1996–2009
- Jean-Charles Nault, abt van 2009

#### Priors
- Genesius van Lyon / Genès de Lyon, voorafgaand rond 650, later aalmoezenier van Balthildis, echtgenote van Clovis II
- Guillaume Girard, administrateur van Saint-Wandrille, 1636, tevens prior van de Abdij van Jumièges
- Philippe Codebret, onderprior, 1636
- Paul de Riveri, 1636–1637
- Charles Fuscien de Lattre, 1637–1639
- Hervé Philibert Cotelle, 1639–1645
- Jacques Aicadre Picard, 1645–1651
- Guillaume Benoît Bonté, 1651–1652
- Jean Timothée Bourgeois, 1652–1656
- Jean Bernard Hamelin, 1656–1660
- Martin Bruno Valles, 1660–1663
- Jean Matthieu Jouault, 1663–1666
- Vincent Humery, 1666–1669
- René Anselme des Rousseaux, 1669–1670
- Edme du Monceau, subprior, 1669–1670
- Pierre Laurent Hunault, 1670–1674
- Pierre Bonifatius Le Tan, 1674–1675
- Claude Carrel, 1675–1678
- Marc Rivard, 1678–1684
- Pierre Noblet, 1684
- Gabriel Dudan, 1684–1687
- Guillaume Hué, 1687–1693
- Robert Deslandes, 1693
- Nicolas Sacquespée, 1693–1696
- Gabriel Pouget, 1696–1699
- Claude Hémin, 1699–1705
- Jean-Baptiste Jouault, 1705
- Jacques Joseph Le Paulmier, 1705–1711
- Pierre Chevillart, 1711–1714
- Martin Filland, 1714–1717
- Louis Clouet, 1717–1723
- François L'héritier, 1723–1729
- Jean Foulques, 1729–1733
- Louis Barbe, 1733-1739 en 1740-1745
- Pierre Eudes, 1739–1740
- Jean Lefebvre, 1745–1748
- Jacques Martin Le Sec, 1748–1752
- Jean-Baptiste Duval, 1752–1757
- François René Desmares, 1757–1761
- Nicolas Faverotte, 1761–1768
- Louis Valincourt, 1768-1769 en 1775-1778
- Noël Nicolas Bourdon, 1769–1775
- Philippe Nicolas Dupont, 1778–1781
- Jean François Daspres, 1781–1783
- Mathurin François Brissier, subprior, 1783
- Alexandre-Jean Ruault, 1783-1790
- Joseph Pothier, 1895

## Erfgoed

### Gebouwen
- De refter is het oudste, nog bestaande bouwwerk van de abdij en is 33,5 meter lang en 9 meter breed. Zelfs vandaag de dag wordt het gebouw gebruikt als refter.
- De kloostergang is de enige volledige gotische kloostergang in Haute-Normandie. De kloostergang werd deels gebouwd op de plek waar in de vroege middeleeuwen de kloostergang van Sint-Wandregesilus stond. Het oudste deel van de kloostergang (het zuidelijke deel dat grenst aan het schip van de kerk) dateert uit de veertiende eeuw.
- De gotische abdijkerk gewijd aan Sint-Pieter is als ruïne bewaard gebleven. Delen van de muren en fundamenten van het gotische koor met kloostergang en zeventien kapellen bleven bewaard. Volgens de Normandische traditie had de kerk een 75 meter hoge lantaarn boven de kruising, maar deze stortte in als gevolg van de godsdienstoorlogen. Er zijn enkele massieve dragende pijlers bewaard gebleven. Een deel van het transept bleef eveneens behouden. Van het schip zijn de muren aan de kant van de kloostergang bewaard gebleven. Op sommige plaatsen zijn de inslagen van bommen in de Tweede Wereldoorlog nog te herkennen.
- De huidige abdijkerk is een vijftiende-eeuwse tiendschuur die oorspronkelijk in Canteloup stond en daar werd afgebroken om hier opnieuw te worden opgebouwd. Het gebouw is grotendeels opgetrokken uit vuursteen; het oorspronkelijke rieten dak is vervangen door een pannendak. In het interieur scheidt een koord het deel waar leken mogen komen (het schip) van het deel dat gereserveerd is voor de monniken (het priesterkoor en de kooromgang). Links van de kooromgang hangt een modern reliekschrijn aan de muur. Het bevat de schedel van Sint-Wandregesilus, gerepatrieerd uit België voor de inwijding van de nieuwe kerk.
- Tussen 1640 en 1685 verrezen de hoge kloostergebouwen met hoge daken, bedoeld voor graanopslag. Acht jaar later werd aan de westelijke vleugel, waar de bibliotheek is gehuisvest, het Pavillon de la Grâce (Genadepaviljoen) toegevoegd.
- Aan de rand van het abdijterrein staat een gebouw dat lange tijd als schuur in gebruik is geweest. In het veertiende-eeuwse gotische gedeelte is een kloosterwinkel gevestigd. Het rechtergedeelte werd in 1699 in classicistische stijl herbouwd.
- Buiten het kloosterterrein ligt de kapel van Sint-Saturninus (Chapelle Saint-Saturnin), die nog zou dateren uit de tijd van Sint-Wandregesilus. Het kerkje heeft de vorm van een kruis met een centrale toren en een oostelijke apsis. Het is een uniek voorbeeld van een kapel uit de zevende eeuw en daarmee een van de oudste kerkelijke gebouwen in Frankrijk. Het gebouw staat op een heuvel met uitzicht op de abdij. Volgens sommigen dateert het gebouw uit omstreeks 1000, omdat de plattegrond van een klaverblad en de overblijfselen van oude kapitelen zouden wijzen op een reconstructie op fundamenten uit de Karolingische tijd.[2] Een ander kerkje uit de tijd van Sint-Wandregesilus, of iets later, is de Sint-Michielskerk (église Saint-Michel), de parochiekerk van het dorp Saint-Wandrille-Rançon, maar deze is in de loop der eeuwen zodanig verbouwd en gerestaureerd dat er van de oorspronkelijke structuur weinig meer over is.

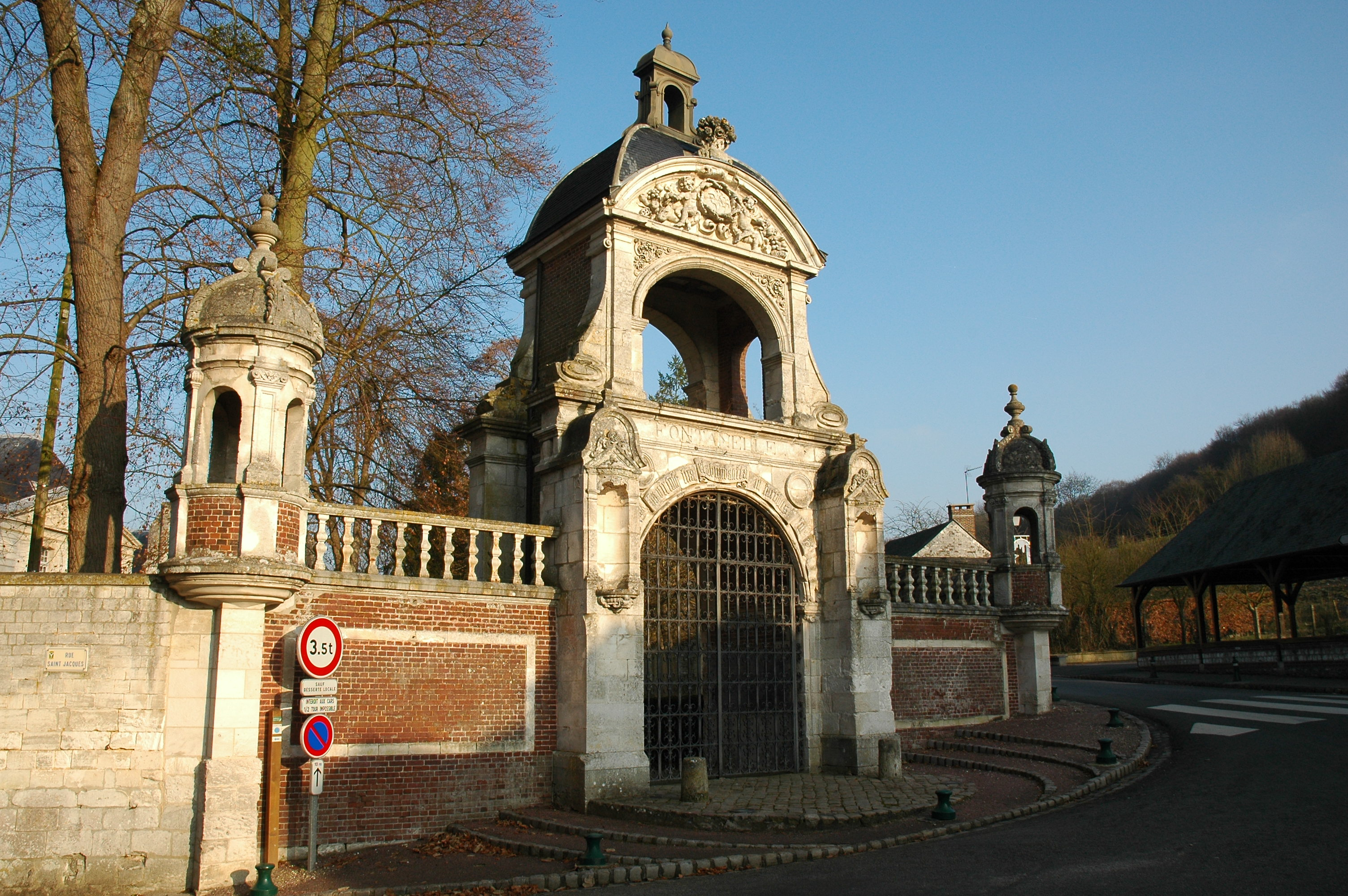
Classicistisch ingangsportaal
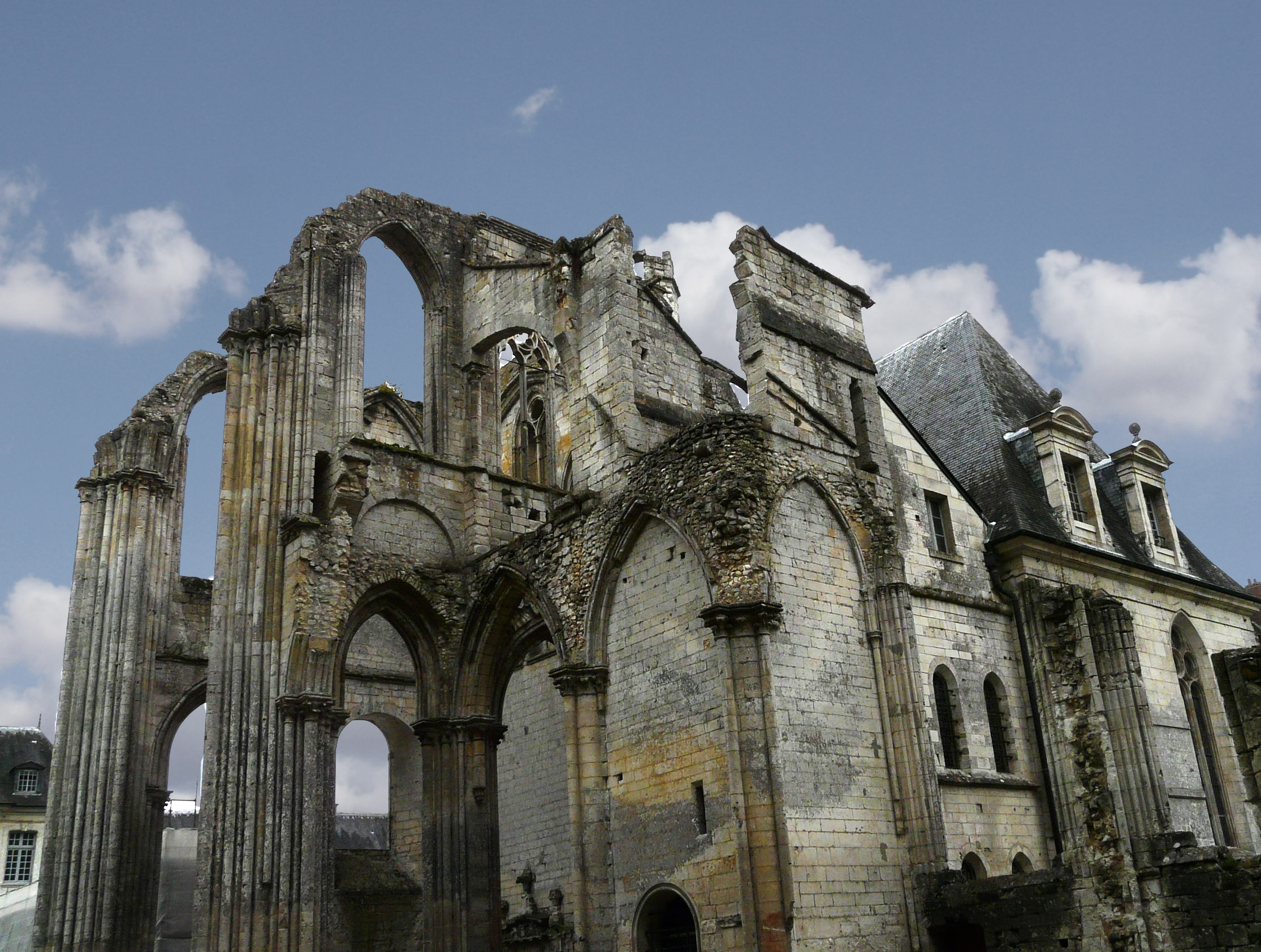
Ruïne voormalige abdijkerk
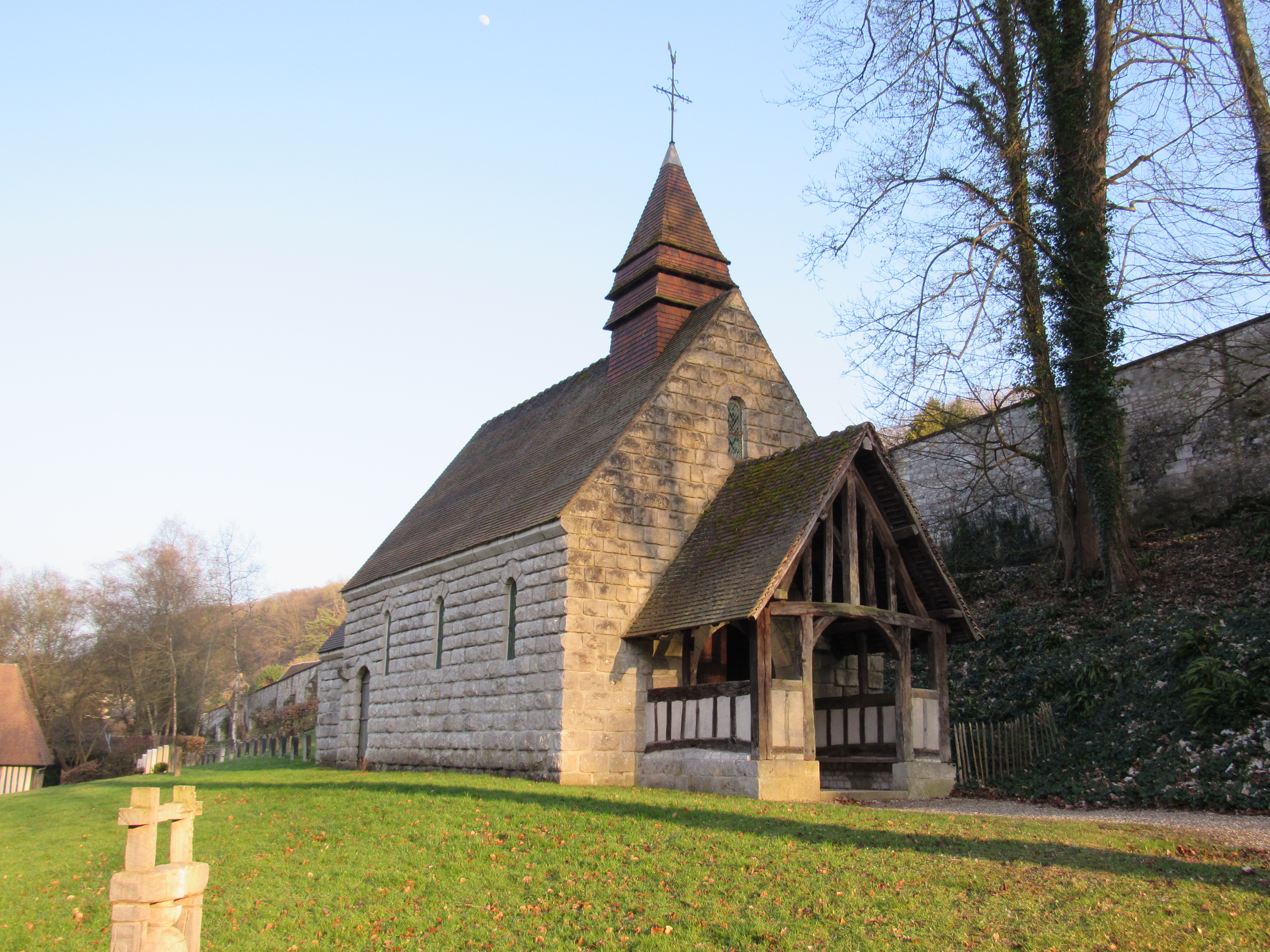
Kapel van Onze-Lieve-Vrouw van Caillouville-la-Neuve
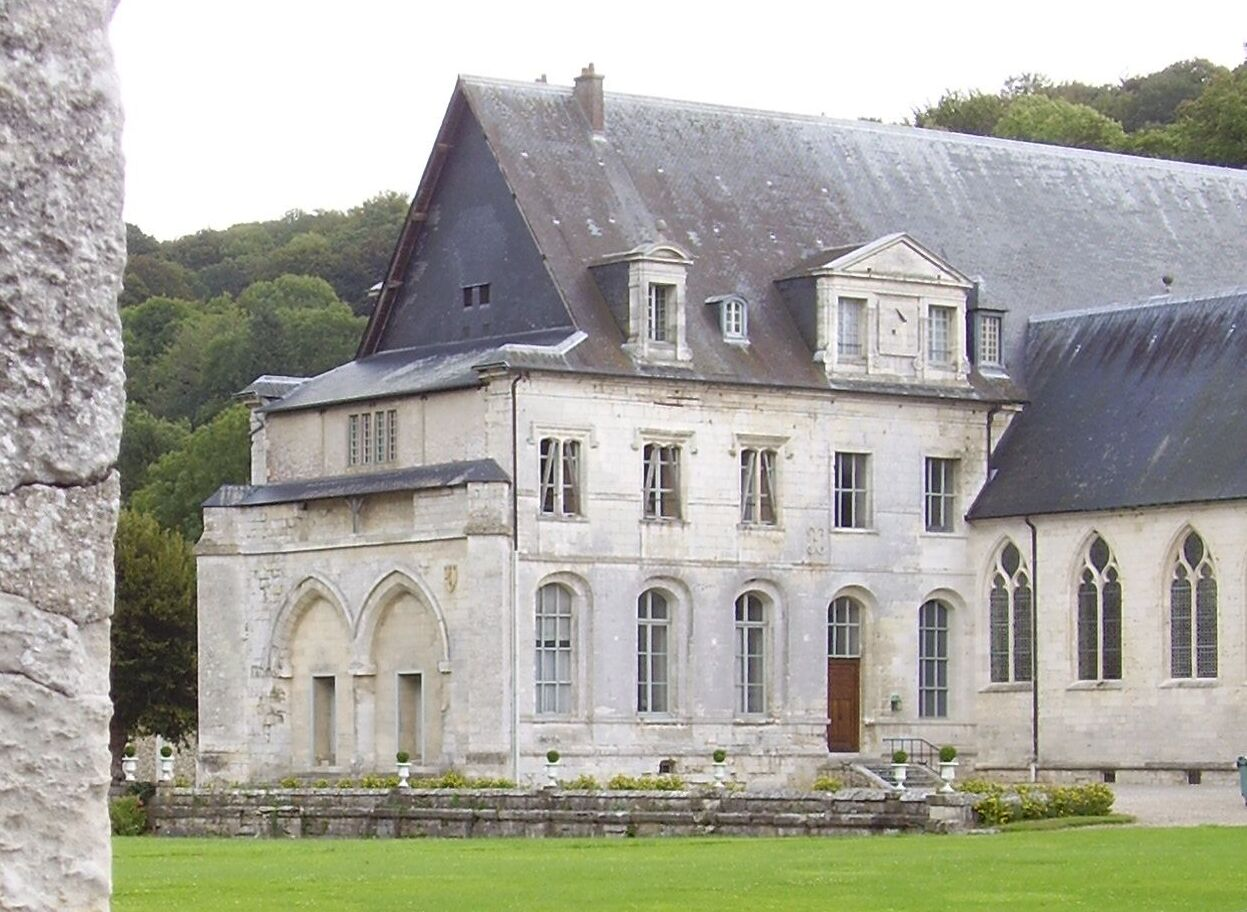
Gotische en classicistische kloostervleugels

### Kroniek
De Karolingische kroniek Gesta abbatum Fontanellensium (Nederlands: "Handelingen van de abten van Fontanelle"), ook wel Gesta sanctorum patrum Fontanellensium, werd vermoedelijk in de jaren 830-840 geschreven door een monnik van de abdij. Het is een belangrijke bron voor de vroegste geschiedenis van de abdij en geeft daarnaast inzicht in het sociale en economische leven van een Frankisch klooster in het algemeen. Het is tevens het vroegste voorbeeld van monastieke geschiedschrijving in de Latijnse Kerk.
De tekst behandelt de geschiedenis van de abdij in chronologische volgorde van de abten, te beginnen met Wandregesilus, de stichter van het klooster, tot Ansegisus, de negentiende abt. De laatste regels van de tekst vermelden het overlijden van Ansegisus. Opvallend zijn de 'gaten' in deze constructie, als gevolg van het weglaten van bepaalde abten. Zo worden de abten Lantbertus, Ansbertus en Einhard niet genoemd, hoewel zij een belangrijke rol spelen in de geschiedenis van het klooster en er in Saint-Wandrille zelfs hagiografieën over hen werden geschreven. Een mogelijke verklaring is dat, juist omdat er al ander materiaal over deze abten bestond, ze niet meer vermeld hoefden te worden in de Gesta abbatum. Volgens andere theorieën was de tekst niet af of zijn de hiaten het resultaat zijn van latere herzieningen.
De exacte datering van de tekst is controversieel, aangezien het oudste nog bestaande manuscript dateert uit de elfde eeuw en het daarom niet mogelijk is paleografische conclusies te trekken over de periode waarin het werd geschreven. Een duidelijke indicatie is de sterfdatum van Ansegisus, 833, die in de tekst wordt vermeld. Het kan dus zijn dat de tekst pas na deze datum is voltooid; misschien zelfs pas in de jaren 840. Recentere overwegingen gaan ervan uit dat het manuscript zich over een langere periode heeft ontwikkeld, mogelijk al tijdens het (leken)abbiaat van Einhard (817–823), maar uiterlijk in de eerste jaren van Ansegisus (823–833).